# Abdul Rasul Sayyaf
Abdul Rasul Sayyaf (en Darí: عبدالرسول سياف ‎, nacido en 1946, Paghman, Afganistán) es un ex-muyahidín y actual político afgano. Participó en la guerra contra el gobierno del PDPA en los años ochenta, liderando la facción talibana muyahidín Unión Islámica para la Liberación de Afganistán.
Durante la guerra, recibió el patrocinio de fuentes árabes y movilizó a voluntarios árabes para las fuerzas muyahidines. Se cree que Sayyaf ha sido el primero que invitó a Osama bin Laden a refugiarse en Afganistán (Jalalabad), después de que bin Laden fuese expulsado de Sudán en 1996, bajo la presión de Arabia Saudita, Egipto y Estados Unidos.[cita requerida]
En 2005, la Ittehad-al-Islami (o Unión islámica), liderada por Sayyaf, pasó a ser un partido político, la Organización Islámica Dawwa de Afganistán. Ha sido considerado miembro de la Alianza del Norte, a pesar de su estrecha vinculación con grupos militantes como Al-Qaeda se opusieron al grupo. También ha sido acusado de haber ayudado, con información, a dos asesinos que dieron muerte al líder de la Alianza, Ahmad Shah Masud en un atentado suicida, dos días antes del 11 de septiembre del 2001.

## Biografía
Sayyaf es de la etnia pastún. Sayyaf (سياف) es una palabra árabe que significa "la persona que es hábil con la espada." Habla con fluidez el árabe y tiene un título en religión de la Universidad de Kabul y una maestría de la ilustre Universidad de al-Azhar en El Cairo, Egipto. Ha sido descrito como «hombre grande y robusto con piel clara y una gruesa barba gris». Se reporta que posee una estatura de 6 pies 3 ft (1.91 m) en altura y pesa 250 libras (110 kg). «Normalmente lleva una gorra blanca o un gran turbante, y un tradicional shalwar kameez, una túnica con pantalones sueltos.»
Sayyaf fue miembro de los Hermanos Musulmanes con sede en su país, fundado en 1969 por Gulbudin Hekmatiar y el doctor Burhanuddin Rabbani y teniendo fuertes relaciones el original y más grande partido establecido en Egipto. Ustad (Profesor) Abdul fue profesor en la Facultad de la Sharia (ley islámica) de Universidad de Kabul hasta 1973, cuando tramó con Burhanuddin Rabbani y Gulbuddin Hekmatyar derrocar al presidente Daoud Khan. El golpe falló y se vio obligado a huir a Pakistán pero fue arrestado cuando regresó a su país.

### Periodo soviético y amistad con Bin Laden
Estando en prisión por el Partido Democrático Popular de Afganistán (PDPA) en abril de 1978, fue liberado en polémicas circunstancias por el segundo presidente del PDPA Hafizullah Amin, quien, casualmente, pasó a ser pariente lejano de Sayyaf. A pesar de que, en virtud de que estuvo encarcelado, y, en consecuencia, no llegando en Peshawar hasta 1980, hasta después de la verdadera intervención soviética, fue reconocido por los pakistaníes como el dirigente de la Unión islámica para la Liberación de Afganistán (Ittihad-i-Islami Baraye Azadi Afganistan), una coalición de varios partidos que luchan contra las fuerzas soviéticas y afganas. La Unión islámica pronto se desplomó, y Sayyaf retuvo el nombre como el título de su propia organización.
Sayyaf luchó contra la ocupación soviética en Afganistán durante los años ochenta, y era generosamente financiado, y aparentemente favorecido, por Arabia Saudita, al parecer debido a sus estrechas afinidades religiosas con la realeza religiosa wahabista saudí y por su excelente dominio de la lengua árabe. Durante la yihad contra la Unión Soviética y sus aliados afganos, formó una relación cercana con Osama bin Laden. Juntos en la zona de Jalalabad establecieron una red de campos de entrenamiento, más tarde utilizado por personal de Al-Qaeda, con búnkeres y emplazamientos. En 1981, Sayyaf fundó y encabezó el Ittihad-i-Islami Baraye Azadi Afganistán, o Unión Islámica para la Liberación de Afganistán. En 1985, fundó una universidad en un campo de refugiados afganos cerca de Peshawar llamado Dawa'un al-Yihad, (Llamada de Yihad), el cual ha sido descrito la "escuela preeminente para terrorismo." Ramzi Ahmed Yousef, quien planeó el primer atentado contra el World Trade Center en 1993, asistió al lugar.
A pesar de su creciente riqueza, continuó viviendo una vida espartana, evitando comodidades modernas como colchones y aire acondicionado; aunque por las noches le gusta jugar tenis.
Durante el periodo de la posguerra, Sayyaf conservó sus campos de entrenamiento, usándolos para entrenamiento militar y adoctrinando nuevos reclutas para luchar en conflictos islámicos respaldados como Chechenia, Bosnia y Herzegovina, y en el sur de las Filipinas, donde su nombre inspiró al grupo Abu Sayyaf. También, en estos campamentos, Sayyaf entrenó y tuteló a quien se haría célebre de manera infame, nacido en Kuwait, futuro comandante de operaciones y alto oficial, Jálid Sheij Mohammed, después de ser presentado por el hermano de este último, Zahid, durante la Yihad afgana en 1987.

### Guerra en Afganistán (1989–1996)
Después de la retirada forzada de las fuerzas soviéticas desmoralizadas en 1989, y el derrocamiento del régimen de Mohammad Najibullah en 1992, los derechos humanos en la organización de Sayyaf se volvieron notablemente peores, destacando su implicación en las infames masacres y disturbios en los barrios de población Hazara, en el distrito de Afshar, Kabul En 1993, durante la guerra civil afgana, su facción era responsable por, "reiteradas carnicerías humanas", cuando su facción de muyahidines se volvió contra la población civil y el grupo chiita Hezb-i Wahdat. La amnistía Internacional informó que el ejército de Sayyaf irrumpieron en Shi'ite Tajik (Qizilbash) barrio de Afshar, Kābul, masacrando y violando a sus habitantes, más el incendio de sus hogares.

### Guerra en Afganistán (1996–2001)
Sayyaf reivindica y afirma es un oponente vituperativo de movimiento pro-talibán, razón por la cual se unió oficialmente a la Alianza del norte, a pesar de sus afinidades religiosas e ideológicas antedichas con los talibanes y Al-Qaeda. Se dice que ayudó a dos terroristas suicidas árabes que lograron asesinar al exlíder de la alianza, Ahmad Shah Masud. Se rumorea que los ayudó durante sus preparaciones, levantando la sospecha de que estaba involucrado en la muerte Masud. Masud fue asesinado cuando los terroristas, haciéndose pasar por periodistas detonaron una bomba escondida en una videocámara.

### Constitucional Loya Jirga (2003)
En 2003, Sayyaf fue elegido como uno de los 502 representantes en el constitucional Loya yirga en Kabul, presidiendo un de los grupos laborables. Originalmente Loya Jirga tenía la intención dividir los 502 delegados aleatoriamente entre 10 grupos laborables, pero Sayyaf se opuso, sugiriendo que los delegados fuesen divididos entre los grupos para asegurar una distribución equitativa de la experiencia profesional, su origen provincial, género y otros criterios. Sayyaf dijo: «Quienes conocen la constitución, el ulema (becarios islámicos), y los abogados tendrían que ser divididos en diferentes grupos de modo que los resultados de la discusión y el debate sean positivos, y más cercanos el uno del otro».
Su influencia en la convención se hizo sentir aún más cuando su aliado Fazal Hadi Shinwari fue nombrado por Hamid Karzai como Presidente de la Corte Suprema, vulnerando la constitución, cuando Fazal estaba sobre el límite de edad y recibió formación en leyes religiosas y no secular. Shinwari llegó a la Corte Suprema con simpatía de los mulás, pidiendo castigos al estilo talibán y restauró el temible Ministerio talibán para la Promoción de la Virtud y Prevención del Vicio, rebautizó el Ministerio de Haj y Asuntos Religiosos.
Entre 2007 y 2019, Sayyaf fue un influyente parlamentario y ha solicitado una amnistía para ex-muyahidines,.
Anunció su candidatura para la presidencia de Afganistán en las elecciones presidenciales de 2014, la cual recibió el 7.04% de los votos en la primera vuelta, cuando candidato a la ya mencionada Organización Islámica Dawwa de Afganistán, y ganador por la provincia de Kandahar.